# Horno tabún

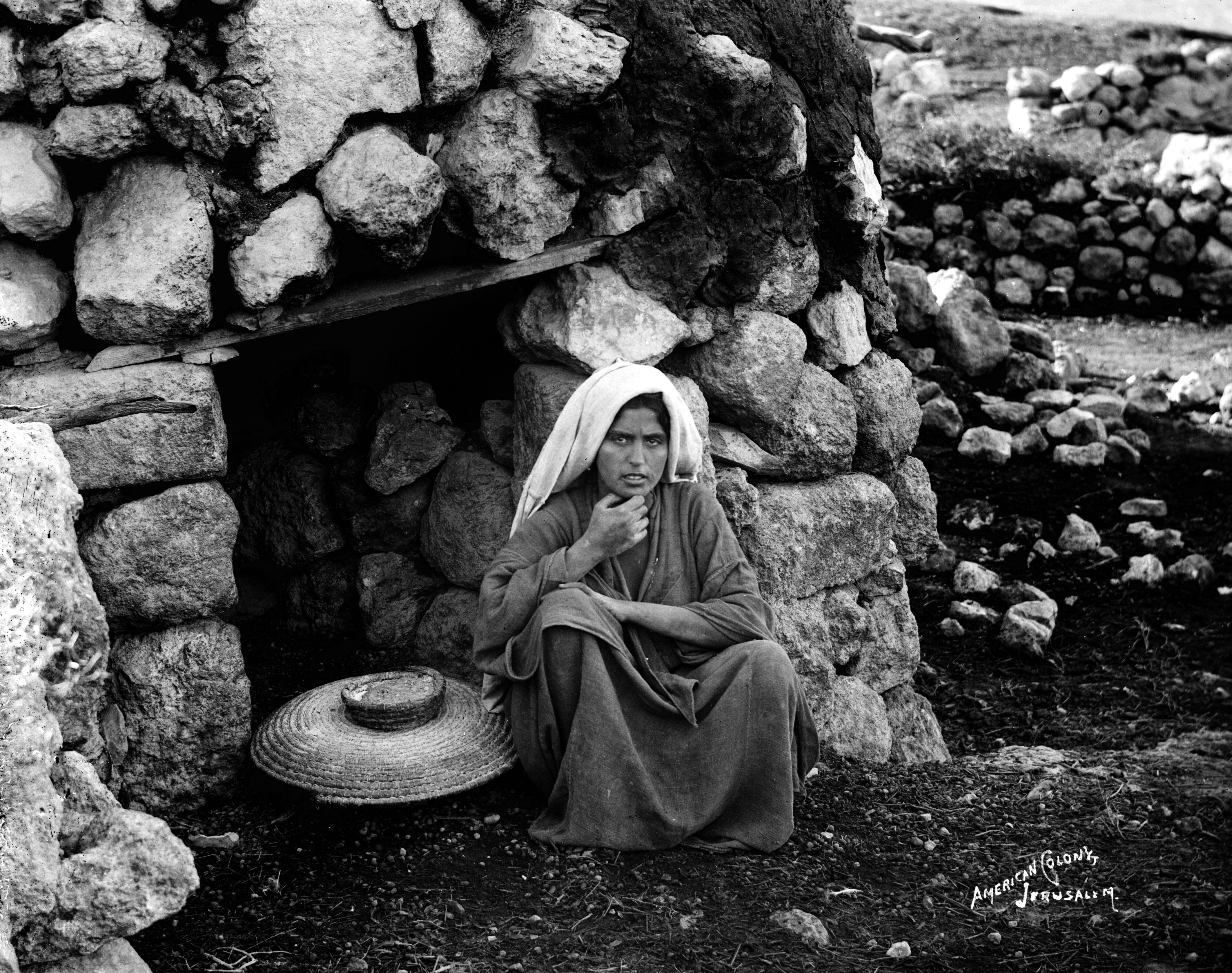
Horno de pueblo, taboon, a Palestina. Foto hecha 1898-1914 a la Colonia americana de Jerusalén.

Un horno tabún, u horno palestino (en inglés transliterado taboon, del árabe, طابون ṭābūn), es un horno de arcilla, con forma de cono truncado, con una apertura en el fondo que permite encender y alimentar el fuego. Construido y utilizado en tiempos bíblicos como horno familiar, horno del barrio u horno de todo un pueblecito, los hornos tabun continúan siendo construidos y utilizados en la actualidad, en algunos lugares de Oriente Medio. Algunos hornos tabun se fabrican de metal, también hoy en día, emulando épocas pasadas.

## Uso
El horno tabun ha sido empleado históricamente para la cocción de piezas de pan planas (parecidas a la variedad laffa). Durante siglos ha sido la forma más popular de horno en las comunidades de las etnias árabes y judías de Oriente Medio.

### Combustible
Para calentar un Tabun se pueden utilizar muchos tipos de combustible incluso una combinación de combustibles. Los excrementos de animales secos, los excrementos de aves secos, las ramas de árboles secos o los ornamentos de árboles secos, chips de madera, carbón vegetal, hojas secas de árbol, tejidos y otros materiales son combustibles potenciales.

### Ignición
Se cubre la apertura superior y se esparce una capa de combustible sobre el exterior del caparazón y la tapa. Una vez que el fuego se inicia, se cubren las brasas con una capa de ceniza, y así permanecerá encendido durante horas, normalmente toda la noche. El humo se usa como ayuda a repeler los insectos y los mosquitos. En el proceso, el calor se almacena en la base. La cantidad de combustible varía dependiendo de la medida del horno..

### Cocción
Cuando para de hacer humo, se saca la tapa y los trozos de brasas se allanan y colocan directamente sobre las piedras de cal. En la mayoría de los hornos, se pueden cocer de 4 a 5 panes a la vez. Después, se sella la apertura y se inicia el fuego utilizando las brasas y las cenizas. Cuando el pan está listo, se abre la tapa y se saca el pan. El proceso se puede repetir, o se pueden usar otros platos mediante bandejas de metal o de cerámica. La base del pan cogerá la forma de los guijarros u otros materiales utilizados para construir la base del horno. Este proceso de cocción es único y económico y produce alimentos muy aromáticos y sabrosos.

## Construcción

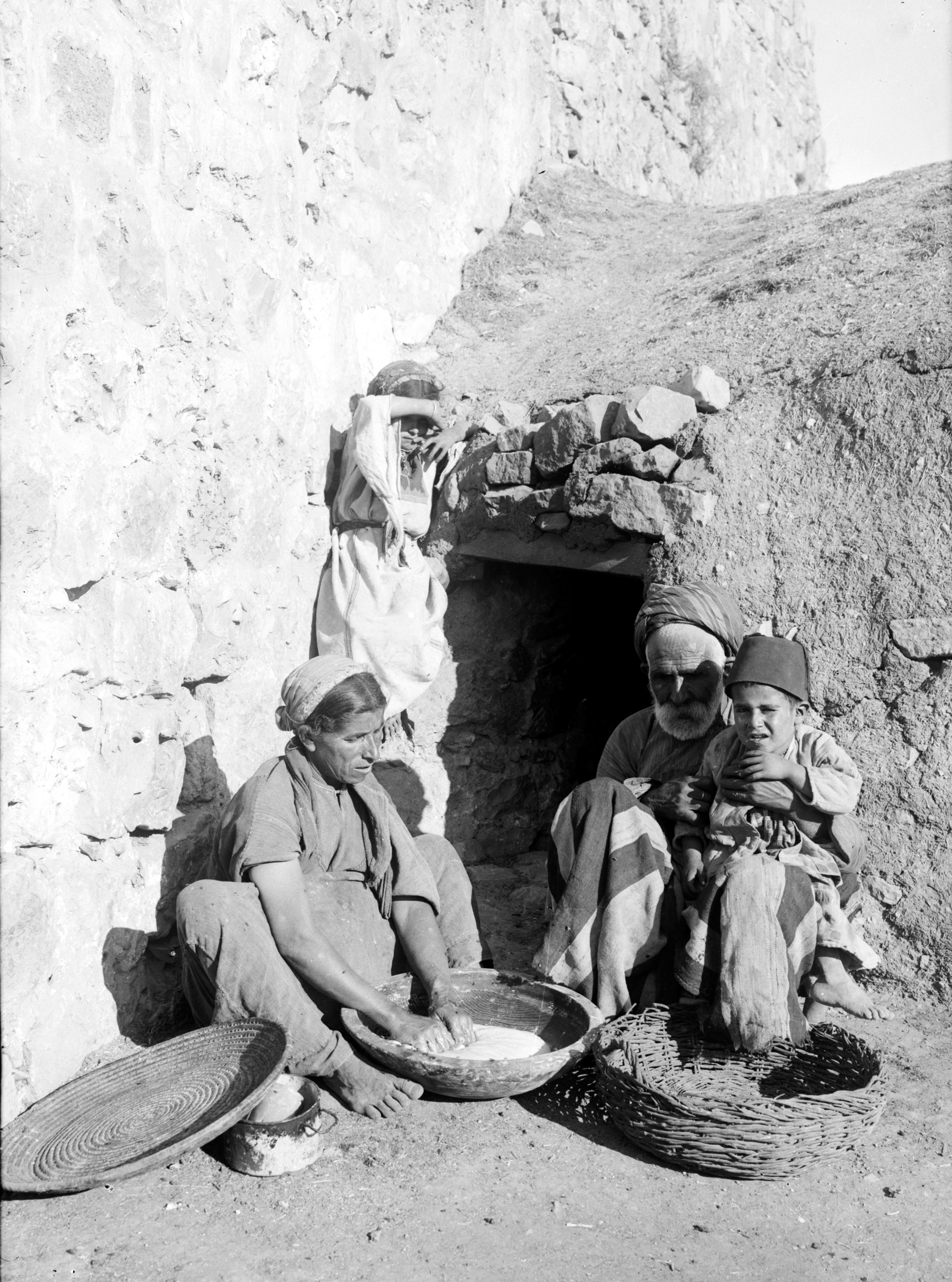
Mujer haciendo pan ante un horno

### Caparazón
Hecho de barro de cerámica amarilla. El mejor material es el Aaroub o Al Aaroub. La erre se moja y se convierte en una arcilla gruesa mezclada con paja de heno picado o de trigo. La arcilla se emmotllura a mano para poderle dar forma de cúpula al caparazón, que tiene de 30 a 50 cm de altura, unos 70 o 95 cm de diámetro a su base, y un agujero de unos 30cm de diámetro a la parte superior. La pared de la corteza tiene un grueso de 2 a 5 cm.

### Base
De entre 12 y 15 cm de diámetro y de 30 a 50 cm de profundidad. Normalmente se llena de materiales compactos localmente abundantes de los que se sabe que almacenan be la escalfor: vidrio roto, arena, sal de roca, piedras de Suwan (piedras volcánicas compactes muy duras).

### Tapa
Hecho de arcilla o de una pieza de chapa suficientemente grande para cubrir la apertura superior.

### Proceso
En una zona protegida, generalmente una barraca de arcilla o una cueva, se cavaba la base sobre tierra llena y compacta. Se colocaba encima el caparazón, con la parte más ancho hacia bajo, entonces se extendía una capa de guijarros lisos de piedra calcárea de unos 3 cm de diámetro por toda la parte superior de la base delimitada dentro del caparazón hasta formar una superficie de cocción neta y se hacía cocer durante unas cuántas semanas.